# Eustach Bittner
Eustach Bittner (26. března 1912 Stěbořice – 23. prosince 2001 Krnov) byl český numismatik a muzejní pracovník.
Vystudoval gymnázium v Opavě a po maturitě pokračoval ve studiu na bohoslovecké fakultě v Olomouci. Studia nedokončil a začal pracovat v poštovnictví. V letech 1943–1945 byl totálně nasazen v Berlíně. V roce 1949 se stal knihovníkem Slezského muzea v Opavě, kde pracoval až do odchodu do důchodu v roce 1973. Měl velké zásluhy na obnově muzejní knihovny po druhé světové válce. Zabýval se i numismatikou a faleristikou a byl členem numismatické společnosti. Publikoval množství soupisů muzejních sbírek a také odborné studie především z oblasti numismatiky a faleristiky.